# Carlos del Cerro Grande
Carlos del Cerro Grande (Alcalá de Henares, 1976. március 13.–) spanyol nemzetközi labdarúgó-játékvezető. Polgári foglalkozása rendőrtiszt.

## Pályafutása

### Nemzeti játékvezetés
Del Cerro Grande 2011 óta vezet mérkőzéseket a LaLigában; első élvonalbeli mérkőzése 2011. szeptember 11-én egy Real Betis-RCD Mallorca találkozó volt. 

#### Nemzeti kupamérkőzések

##### Spanyol kupa
2016-ban ő vezette Barcelona–Sevilla (2–0, h.u.) döntőt. 

##### Ligakupa
2018-ban ő vezette a Barcelona–Sevilla (2–1) döntőt.

### Nemzetközi játékvezetés
Del Cerro Grande 2013 óta FIFA nemzetközi játékvezető. Első válogatott mérkőzése 2006. május 28-án egy Ecuador–Macedónia (1–2) barátságos mérkőzés volt. 

#### Európa-bajnokság
A 2020-as labdarúgó-Európa-bajnokságon két mérkőzésen szerepelt; ő volt a játékvezetője a Franciaország–Németország (1–0) és a Horvátország–Csehország (1–1) csoportmérkőzéseknek.

##### 2020-as Európa-bajnokság
| Időpont          | Helyszín | Mérkőzés típusa | Mérkőzés                  | Eredmény |
| ---------------- | -------- | --------------- | ------------------------- | -------- |
| 2021. június 15. | München  | Csoportkör      | Franciaország-Németország | 1–0      |
| 2021. június 18. | Glasgow  | Csoportkör      | Horvátország-Csehország   | 1–1      |

#### Nemzetközi kupadöntők
Del Cerro Grande fújta a sípot a 2023-as UEFA Európa Konferencia Liga-döntőben a Fiorentina–West Ham United (1–2) mérkőzésen.

##### UEFA Európa Konferencia Liga
| Időpont         | Helyszín | Mérkőzés típusa | Mérkőzés                   | Eredmény |
| --------------- | -------- | --------------- | -------------------------- | -------- |
| 2023. június 7. | Prága    | Döntő           | Fiorentina–West Ham United | 1–2      |

## Külső hivatkozások
- Carlos del Cerro Grande. World Referee. (Hozzáférés: 2023. június 12.)
- Carlos del Cerro Grande. football-lineups.com. (Hozzáférés: 2023. június 12.)
- Carlos del Cerro Grande. eu-football.info. (Hozzáférés: 2023. június 12.)

| Elődje: Carlos Velasco Carballo | Spanyol labdarúgókupa döntő 2015–2016 | Utódja: Carlos Clos Gómez |

| Elődje: José María Sánchez Martínez | Spanyol labdarúgó-szuperkupa döntő 2018 | Utódja: José María Sánchez Martínez |